# Dorysthenes igai
Dorysthenes igai là một loài bọ cánh cứng trong họ Cerambycidae.